# Johann Friedrich Lorenz
Johann Friedrich Lorenz (* 20. November 1737 in Halle an der Saale; † 16. Juni 1807 in Magdeburg) war ein deutscher Mathematiker und Lehrer.

## Biografie
Lorenz war der Sohn des Kaufmanns Johann David Lorenz in Halle und besuchte dort die Schule des Waisenhauses (Franckesche Stiftungen) und die Universität. Er studierte von 1754 bis 1758 evangelische Theologie und war danach Hauslehrer der Familie Nostitz in der Oberlausitz. 1763 wurde er Lehrer an der Schule des Waisenhauses in Halle, 1769 Subrektor des Gymnasiums in der Altstadt von Magdeburg, 1772 Rektor der Stadtschule in Burg bei Magdeburg und 1775 Oberlehrer am Pädagogium des Klosters Berge bei Magdeburg, wobei er Geschichte, Philosophie und später Mathematik und Naturwissenschaften unterrichtete. 1796 wurde er Professor. Er war auch Konrektor der Schule mit Johann Gottfried Gurlitt. 1806 wurde er pensioniert.
Er gab die Elemente von Euklid neu übersetzt aus dem Griechischen ins Deutsche heraus und schrieb eine mehrbändige Übersicht über die Mathematik (Grundriß der reinen und angewandten Mathematik), an der er noch nach seiner Pensionierung in den Wirren der Napoleonischen Kriege arbeitete, die aber unvollendet blieb. Eine 5. Auflage des Werks wurde 1820 von Christian Gerling in Marburg herausgegeben. Von ihm stammt auch ein Botanik-Lehrbuch.
1798 wurde er korrespondierendes Mitglied der Akademie der Wissenschaften zu Göttingen.

## Schriften
- Euklids sechs erste Bücher der geometrischen Anfangsgründe zum Gebrauch der Schulen, aus dem Griechischen, Halle 1773 (Vorwort Johann Andreas von Segner).
- Predigt über die Werke der Natur, Leipzig 1774.
- Euklids Elemente, 15 Bücher, aus dem Griechischen, Halle 1781, 6. Auflage 1840.
- Grundriß der theoretischen und praktischen Botanik für Schulen, Leipzig 1781.
- Abriß der Technischen Mathematik, Leipzig 1786.
- Die Elemente der Mathematik in sechs Büchern, 2 Bände, 1785/86, 2. Auflage in 3 Bänden 1793 bis 1797.
- Grundriß der reinen und angewandten Mathematik oder erster Cursus der gesamten Mathematik, Th.1 - 2 und Anhang 1791-1792 (Digitalisat).
- Grundriß der reinen und angewandten Mathematik oder erster Cursus der gesamten Mathematik, 2 Bände, 1791, 1792, 6. Auflage, 1835 bis 1837.
- Lehrbegriff der Mathematik, 2 Bände, 1803 bis 1806.